# Lepidophyma lipetzi
Lepidophyma lipetzi är en ödleart som beskrevs av Smith och del Toro 1977. Lepidophyma lipetzi ingår i släktet Lepidophyma och familjen nattödlor. IUCN kategoriserar arten globalt som starkt hotad. Inga underarter finns listade i Catalogue of Life.
Arten förekommer i delstaten Chiapas i Mexiko. Den hittades vid 600 meter över havet. Habitatet utgörs av fuktiga skogar. Troligen besöker Lepidophyma lipetzi trädodlingar.